# Hóa thẩm thấu
Thuyết hóa thẩm ở ty thể là sự liên hệ giữa quá trình tổng hợp ATP với dẫn truyền hydro. Đường phân xảy ra nhờ enzym định vị trong TB chất, axit piruvic tạo nên khuếch tán vào chất nền của ty thể ở đây a.piruvic biến đổi thành axetil-CoA rồi thâm nhập vào chu trình a.xitric. Màng trong ty thể gắn các phân tử chất mang của con đường dẫn truyền hydro và chúng hấp thụ NADH được tạo ra trong phần chất nền. Năng lượng được giải phóng ra không dùng để tổng hợp trực tiếp ATP mà giúp chuyển các ion H+ ra khỏi chất nền, đi vào xoang dịch gian màng. Quá trình này tạo nên sự khác biệt về pH và một điện thế mạnh hai bên màng trong. Cả hai lực này đẩy các ion H+ quay trở lại chất nền đi qua vô số các hạt hình nấm cũng định vị ở màng trong tu thể. Mổi hạt hình nấm tổng hợp một ATP khi mỗi đôi ion H+ được đẩy qua.